# Manuscrits mathématiques de Karl Marx

Karl Marx

Les Manuscrits mathématiques de Karl Marx, comportent principalement les tentatives de Karl Marx pour comprendre les fondements du calcul infinitésimal, à partir d'environ 1873-1883. Une édition russe éditée par Sofia Yanovskaïa est finalement publiée en 1968, et une traduction en anglais est publiée en 1983 (Marx 1983).
Selon Hubert Kennedy, Marx « [...] ne semble pas avoir été au courant des progrès réalisés par les mathématiciens continentaux dans les fondations du calcul différentiel, dont les travaux de Cauchy. ». Dans le même texte, Kennedy dit « Tandis que l'analyse différentielle de Marx n'a pas d'effet immédiat sur le développement historique des mathématiques, l'affirmation d'Engels selon laquelle Marx a effectué des "découvertes indépendantes" est certainement justifiée. Il est intéressant de noter que la définition opérationnelle du calcul différentiel par Marx anticipe les développements des mathématiques au cours du  20e siècle, et il y a un autre aspect du calcul différentiel, qui semble avoir été vu par Marx, qui est devenu une partie classique des manuels scolaires modernes—le concept de dérivée comme étant la partie principale d'un incrément. », ce qui implique que la compréhension et l'interprétation du calcul par Marx était loin d'être à courte vue. Cela peut avoir contribué à un intérêt pour l'analyse non standard chez les mathématiciens chinois (Dauben 1998).